# Senninbari

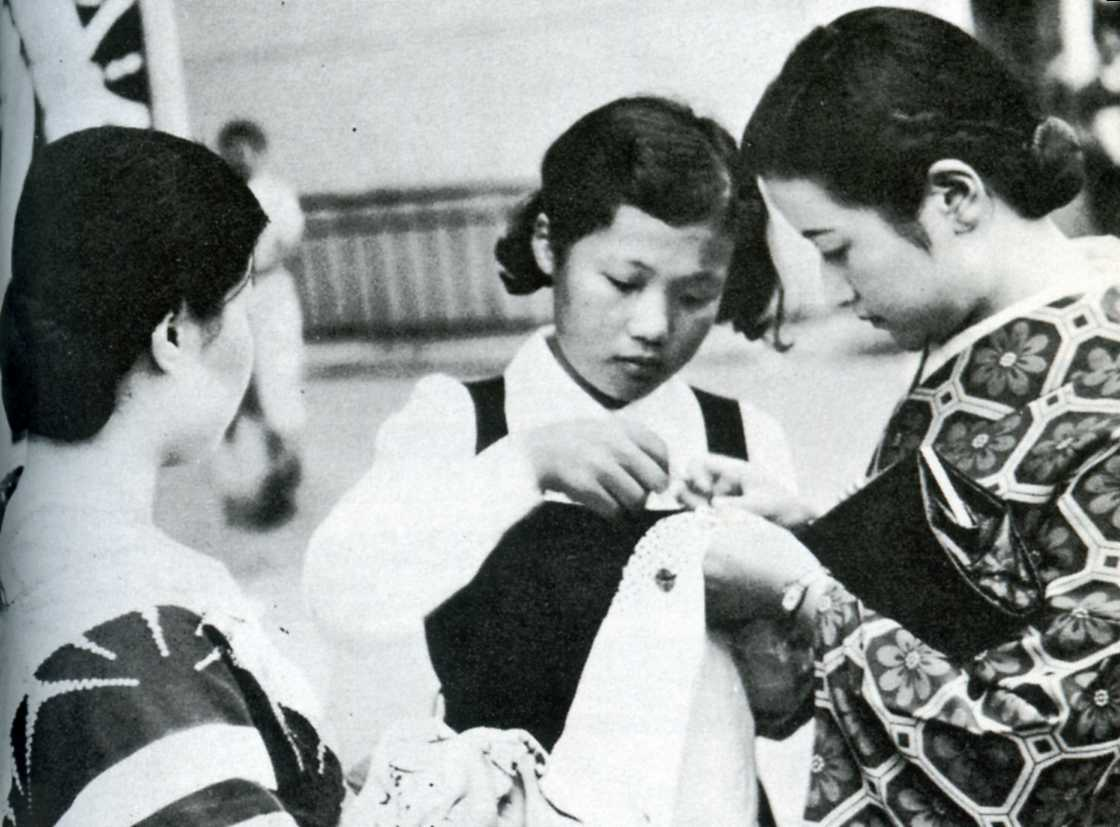
Mujeres cosiendo un senninbari para hombres que iban a la guerra en China, 1937.

Un senninbari (en japonés 千人針 «Puntadas de mil personas» o «Mil puntadas») es una banda de tela que fue entregada por mujeres a sus familiares soldados como amuleto en su camino a la guerra como parte de la cultura sintoísta del Japón imperial. Se dice que su origen precede a las guerras Samurái, y originalmente evitaba que el cabello o el sudor obstruyera la visión durante el combate.
La banda mide aproximadamente 15 cm de ancho y  90 a 120 cm o más de largo. Cada extremo de la banda puede tener o no  cuerdas, broches o botones que permitan abrocharla alrededor de la cintura. Si carecían de elementos para fijarlas pueden haberse doblado y colocado dentro de los forros, bolsillos o paquetes del casco. Los senninbari estaban decorados con 1000 nudos o puntos de sutura, y cada punto era hecho normalmente por una mujer diferente.

## Elaboración y tipos
El senninbari se confeccionaba comúnmente de tela blanca añadiendo 1000 puntos rojos. Esto se considera en Japón una combinación de colores muy afortunados. Aunque también se utilizaban telas amarillas, rojas y verdes con puntos con hilos de varios colores: amarillo-oro, rojo, blanco, negro, verde. Los puntos generalmente estaban dispuestos en varias filas, pero también se colocaban en patrones creando imágenes de banderas, consignas patrióticas o tigres. El texto más común era bu-un cho-kyu o «Eterna buena suerte en la guerra». Era popular retratar tigres así como obras de arte cosidas o pintadas en los Senninbari ya que se sabía que podían vagar lejos de casa y luego regresar con seguridad.
El senninbari tomó varias formas, no solo fueron hechas como cinturones; algunas otras formas incluyeron hachimaki (cintas para la cabeza), cinturones, chalecos y gorras. Las formas más raras de senninbari son la conformación de banderas de buena suerte. El senninbari fue comúnmente hecho para ser usado alrededor de la cintura. Estos ejemplos se conocen como senninbari-haramaki (en Japón se usa tradicionalmente un cinturón de haramaki o abdomen para ayudar a mantener una buena salud).

## Historia
La costumbre de producir el senninbari se originó durante la primera guerra sino-japonesa de 1894-1895. En sus formas más tempranas, los senninbari eran pequeñas piezas de tamaño cuadrado con un pañuelo que contenía 1000 nudos o puntos de sutura aplicados para impartir resistencia al material. La implicación de esto era que, como amuleto o pieza de buena suerte, la fuerza o la suerte compuestas se debían pasar al hombre que la llevaba. En general, se creía que los cinturones senninbari y con el millar de puntos confirieran coraje, buena suerte e inmunidad a las lesiones (especialmente balas) a sus portadores. Algunos soldados japoneses rechazaron la creencia de que los senninbari podrían protegerlos de cualquier daño. En cambio, sintieron que este artículo de buena suerte simplemente les permitiría estar en posición de infligir el mayor daño al enemigo antes de ofrecer su vida en la batalla. Otros en el ejército se decantaban por creer que el senninbari expresaba el deseo de sus mujeres de que regresaran a su hogar.

## Confección
La madre, la hermana o la esposa de un hombre podían hacer un senninbari, para ello se colocaban cerca de un templo, estación de tren o tienda departamental local, y le pedían a los transeúntes le ayudaran y cosieran un nudo francés. Durante los días más agitados de la Guerra, para satisfacer la demanda, las organizaciones patrióticas de mujeres se reunían para hacer senninbari en masa. Luego se colocaban en imonbukuro (慰問袋 o «bolsas de confort») y se enviaban a los soldados. De acuerdo con la costumbre, cualquier mujer nacida en el «año del Tigre» podría coser 12 puntos o una cantidad de puntos que suman a su edad. Algunos cinturones estaban forrados con el cabello de la mujer o mujeres como una forma adicional de protección. La costumbre de colocar el pelo en bolsas o bolsas como un amuleto de buena suerte, se remonta a las creencias populares que se encuentran en la isla de Okinawa. Además, las monedas también se pueden coser en el cinturón como un amuleto.